# NGC 5167
NGC 5167 est une galaxie spirale barrée située dans la constellation de la Vierge. Sa vitesse par rapport au fond diffus cosmologique est de 7 803 ± 20 km/s, ce qui correspond à une distance de Hubble de 115,1 ± 8,1 Mpc (∼375 millions d'al). NGC 5167 a été découverte par l'astronome allemand Wilhelm Tempel en 1883.
L'image obtenue du relevé SDSS montre assez clairement la présence d'une barre au centre de la galaxie. La classification SBb préconisée par la base de données HyperLeda semble donc mieux convenir à cette galaxie.
NGC 5167 présente une large raie HI. Selon la base de données Simbad, NGC 5167 est une galaxie LINER, c'est-à-dire une galaxie dont le noyau présente un spectre d'émission caractérisé par de larges raies d'atomes faiblement ionisés.